# عبد الرحمن طاهر عثمان
عبد الرحمن طاهر عثمان سياسي صومالي شغل منصب وزير التربية والتعليم في جمهورية الصومال الفيدرالية، في ظل حكومة رئيس الوزراء حسن علي خيري. أقاله رئيس الوزراء في 26 يوليو 2018 بعد أزمة سياسية.